# 北海道大学ワクチン研究開発拠点
北海道大学ワクチン研究開発拠点は、日本政府が主導するワクチン研究開発の世界トップレベル研究開発拠点群、フラッグシップ拠点・四つのシナジー拠点・六つのサポート機関からなる形成事業のシナジー拠点に選定された、オール北海道大学の研究機関。ワクチン開発部門、生体応答解析部門、臨床開発部門を設置し、ワクチン並びに細菌、ウイルス、感染症研究などを行う。初代拠点長は澤洋文。

## 沿革
- 2022年10月 - 北海道大学ワクチン研究開発拠点創立。

## フラッグシップ拠点
- 東京大学新世代感染症センター

## シナジー拠点
- 北海道大学ワクチン研究開発拠点
- 千葉大学未来粘膜ワクチン研究開発シナジー拠点
- 大阪大学ワクチン開発拠点
- 長崎大学感染症研究出島特区

## サポート機関
- 実験動物中央研究所 - 小型実験動物
- 医薬基盤・健康・栄養研究所 - 大型小型実験動物
- 滋賀医科大学 - 大型小型実験動物
- 京都大学 - ヒト免疫についての解析等
- 理化学研究所 - ヒト免疫についての解析等
- 東京大学 - ゲノム解析等